# Holmenkollen
Holmenkollen er et nabolag i bydelen Vestre Aker i den norske hovedstad Oslo. Ud over at være et boligområde, har området været centrum for skisport siden slutningen af det 19. århundrede. På den berømte skihopsbakke Holmenkollbakken har der været afholdt konkurrencer siden 1892. Området er en af Norges mest besøgte turistattraktioner med over én million besøgende.
Hvert år afholdes den internationale Holmenkollen skifestival, ligesom Holmenkollen Kapel og verdens ældste skimuseum findes i Holmenkollen.

## Historie
Boligbyggeri i Holmenkollen begyndte for alvor i forbindelse med etableringen af Holmenkollbanen omkring år 1900. De gode udsigt og nærhed til Marka har gjort området meget attraktivt, og området er i dag præget af villabebygggelse.
Holmenkollbanen også i høj grad bidraget til at området bliver brugt som et rekreativt område for befolkningen i Oslo. Området bruges som indgang til skovområdet Nordmarkas vestlige del, og om sommeren er vandreture, fiskeri, cykling og kanosejlads populære aktiviteter. Om vinteren bliver området brugt til konkurrencetræning indenfor langrend på oplyste og præpererede løjper, ligesom trekking er populært.

### Militær kommandocentral (1941-1986)
Under besættelsen af Norge begyndte tyskerne i 1941 arbejdet med at bygge en underjordisk kommandocentral - en del af kæden af tyske kommandoanlæg. Frem til kapitulationen i 1945 blev centralen brugt af det tyske luftværn. Herfra kontrollerede de antiluftskyts og de radarer som skulle beskytte Oslo mod britiske luftangreb".
"Sammen med Reitan udenfor Bodø og NATOs Nordkommando på Kolsås var Holmenkollen et af de største og vigtigste militære fjeldanlæg i Norge under den kolde krig, fortæller Tom Kristiansen", sagde forfatter og professor ved Institutt for forsvarsstudier (IFS).
I 1951 blev centralen NATO's første hovedkvarter i Norge. Efter at hovedkvarteret blev flyttet til Kolsås, havde stedet operationsrummet "for de allierede flystyrker i Sydnorge", AIRSONOR (Allied Air Forces Southern Norway). I 1986 blev stedet lukket.

## Holmenkollbakken
Holmenkollbakken er Norges største arena for skihop. Den blev indviet i 1892 med et rekordhop på 21,5 meter. Bakken er blev ombygget mange gange siden, og har været vært for skihop konkurrencerne ved Vinter-OL 1952, samt VM i 1930, 1966, 1982 og 2011.
I 2006 var hele anlægget Norges mest besøgte turistmål, med 686.857 betalende gæster. Den gamle bakke blev revet ned i 2008, for at give plads til en ny som blev indviet i foråret 2010.
I 2003 vedtog Oslos byråd at udbedre Holmenkollen. Prisen blev anslået til 41 millioner. Seks år senere viste regningen sig at komme på 1,8 milliarder – en overskridelse på 4.400 %.  Sagen huskes som en af Norges største offentlige byggeskandaler nogensinde, og det ansvarlige byråd måtte gå af. 
Området omkring skihopbakken benyttes årligt til både langrend- og skiskydnings konkurrencer.